# Champseru
Champseru – miejscowość i gmina we Francji, w Regionie Centralnym, w departamencie Eure-et-Loir.
Według danych na rok 1990 gminę zamieszkiwało 260 osób, a gęstość zaludnienia wynosiła 17 osób/km² (wśród 1842 gmin Regionu Centralnego Champseru plasuje się na 881. miejscu pod względem liczby ludności, natomiast pod względem powierzchni na miejscu 869.).